# 玛丽皇后地

玛丽皇后地在南極洲的位置

玛丽皇后地（英語：Queen Mary Land）一译马里地， 南极洲的一部分。位于南极大陆东部，濒印度洋的一部分地区。约相当于东经92°～102°之间。于1912年2月由澳大利亚人发现，以当时英皇乔治五世的妻子玛丽皇后命名。